# 東京ジャーミイ

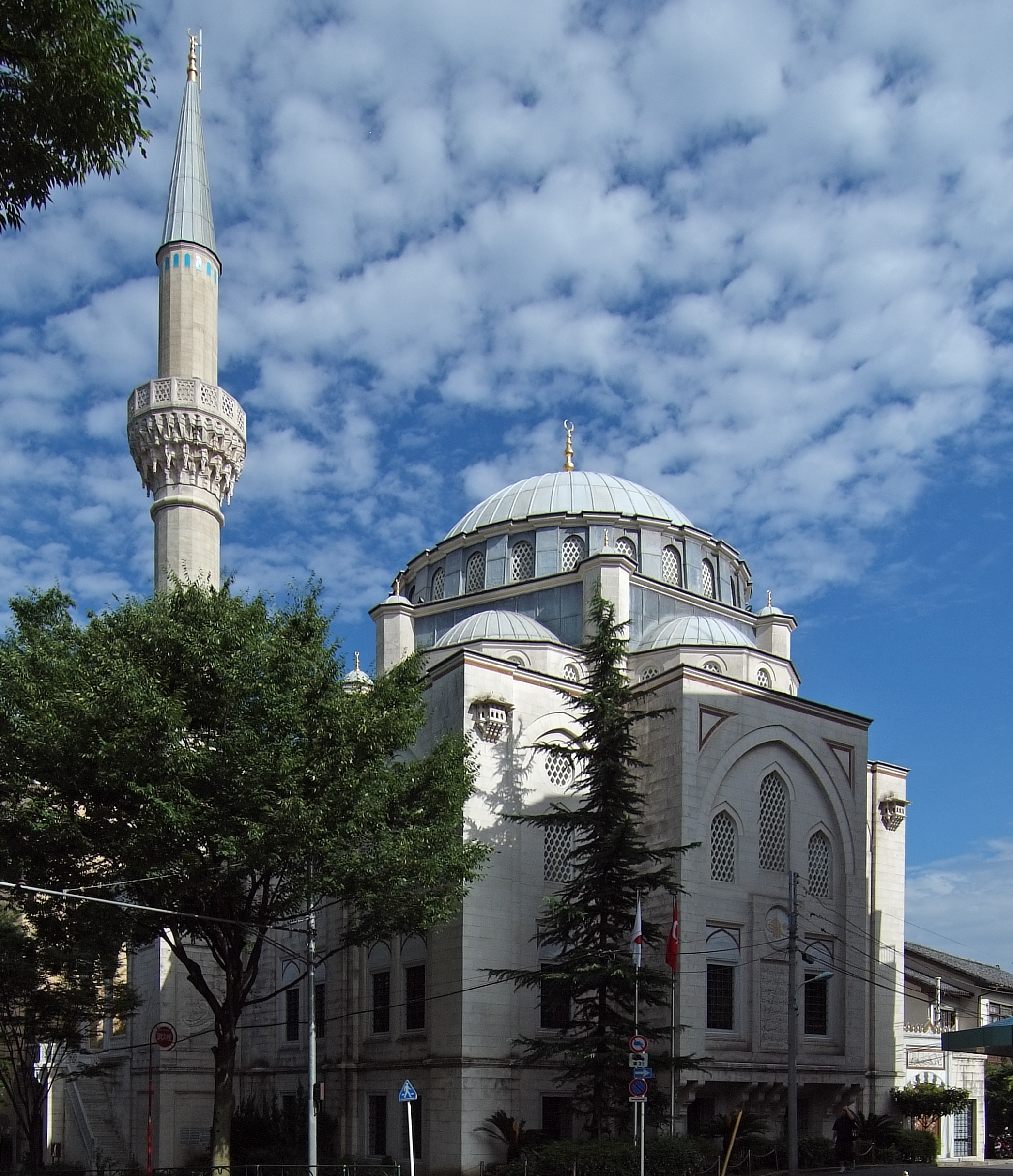
ミナレットを備える東京ジャーミイ

東京ジャーミイ（とうきょうジャーミイ、トルコ語: Tokyo Camii）は、東京都渋谷区大山町1-19にあるイスラム教のモスク（礼拝堂）である。
1階にはトルコの美術品が展示され、講座などに使われる広間がある。2階の礼拝堂は最大2,000人が収容可能で、女性用の礼拝室もあり、専従のイマーム（指導者）もいるなど、日本最大のモスクである。

## 概要
東京ジャーミイは、代々木上原駅に程近い渋谷区の井の頭通り沿いにあり、オスマン様式によるモスクを特徴とする。
前身である東京回教学院以来、東京モスク、代々木モスクなどとも呼び馴らされている。「ジャーミイ」とは、トルコ語で金曜礼拝を含む1日5回の礼拝が行われる大規模なモスクをあらわし、「人の集まる場所」を意味するアラビア語が語源である。
東京ジャーミィは毎日5回の礼拝の時間に開館されている。モスクの礼拝者は、東京周辺に居住するムスリム（イスラム教徒）で、その主な国籍はトルコ・パキスタン・インドネシア・マレーシア・バングラデシュ・日本である。毎日の礼拝への参加者は5-10人程度、金曜日の合同礼拝への参加者は350-400人程度となっている。その他、訪日外国人旅行中のムスリムも多く訪れる。非ムスリム（非イスラム教徒）でも見学や、講座の受講などは可能である。
東京ジャーミイの光熱費などはトルコ共和国宗務庁が負担しており、責任者であるイマームも同庁から派遣されている。1階にはイスラム教やトルコの文化を紹介する「トルコ文化センター」が併設されている。

## 歴史
1917年（大正6年）にロシア革命が起こると、ロシア帝国に住んでいた回教徒（ムスリム）・トルコ民族の多くは国外に避難、特にザバイカル州及び満州在住の回教徒商人ら約600人は日本に移住してきた。
そのうち約200人は東京周辺に居住し、タタール人のイスラム教指導者クルバンガリーらは1924年（大正13年）、「東京回教徒団」を結成した。同団ははじめ、千駄ヶ谷会館を礼拝所として使用していたが、1931年（昭和6年）になると会堂の建設が決定された。クルバンガリーを会長として新たに結成された日本在住教徒連盟会には日本人有志らから10万円（当時）の寄付が集ったことから現在地（渋谷区富ヶ谷）に「東京回教礼拝堂」が建設され、1938年（昭和13年）5月12日には落成式が行われた。
この礼拝堂の建設の背景には、日本政府の国策としてのアメリカ、イギリスといったキリスト教国との戦争に備えた対イスラム宣撫政策があり、建築資金は日本側の寄付によってまかなわれた。さらに、落成式には頭山満、松井石根、山本英輔ら、陸海軍有力者が参列した。これが東京ジャーミイの始まりであり、開設後のイマームには、国際的に知られたウラマー（イスラム法学者）、アブデュルレシト・イブラヒムが就任した。この初代礼拝堂は木造建築であった。
初代礼拝堂は、亡命タタール人たちがトルコ国籍を取得していた縁から東京のトルコ人ムスリムたちや、地元代々木上原・大山町の人々に親しまれてきたが、老朽化のため1984年（昭和59年）に閉鎖され、1986年（昭和61年）に取り壊された。東京トルコ人協会は、モスクの再建にあたって、跡地をトルコ政府に寄付し、再建をトルコ政府に委託した。
トルコでは、同国の宗教行政を主務するトルコ共和国宗務庁が中心となって「東京ジャーミイ建設基金」を設立、トルコ全土から多額の寄付を募ったほか、モスクの建築資材や、内装・外装の仕上げを手がける職人を派遣した。
1998年（平成10年）6月30日に着工した東京ジャーミイは、2年後に竣工、2000年（平成12年）6月30日に開堂した。以来、東京ジャーミイ・トルコ文化センターとして、モスクとしての活動とともにイスラム文化・トルコ文化を伝えるセンターの役割も果たしている。本の出版もしている。
2003年（平成15年）には、センター内に宗教法人東京・トルコ・ディヤーナト・ジャーミイの設立が認可され、正式の宗教団体として法人格を取得した。

## 建築の特徴

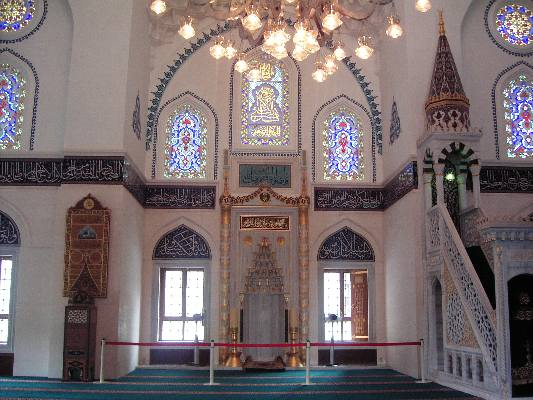
東京ジャーミイ内部

敷地面積は734平方メートル、建物床面積は1,693平方メートル。建物の上階に礼拝堂を設け、大ドームを乗せた広大な空間を確保する、トルコでは非常によくみられる形式を踏襲している。設計はトルコで建築会社代表を務めるハッレム・ヒリミ・シェナルプ。
建物の躯体工事は鹿島建設が行ったが、内装や外装の大部分にはトルコから送られた資材が用いられ、100人近いトルコ人の建築家や職人によって仕上げられた。
東アジアで最も美しいモスクとの呼び声もある。島田裕巳はこれだけ装飾が豪華なのは建物が比較的新しいためであると指摘している。

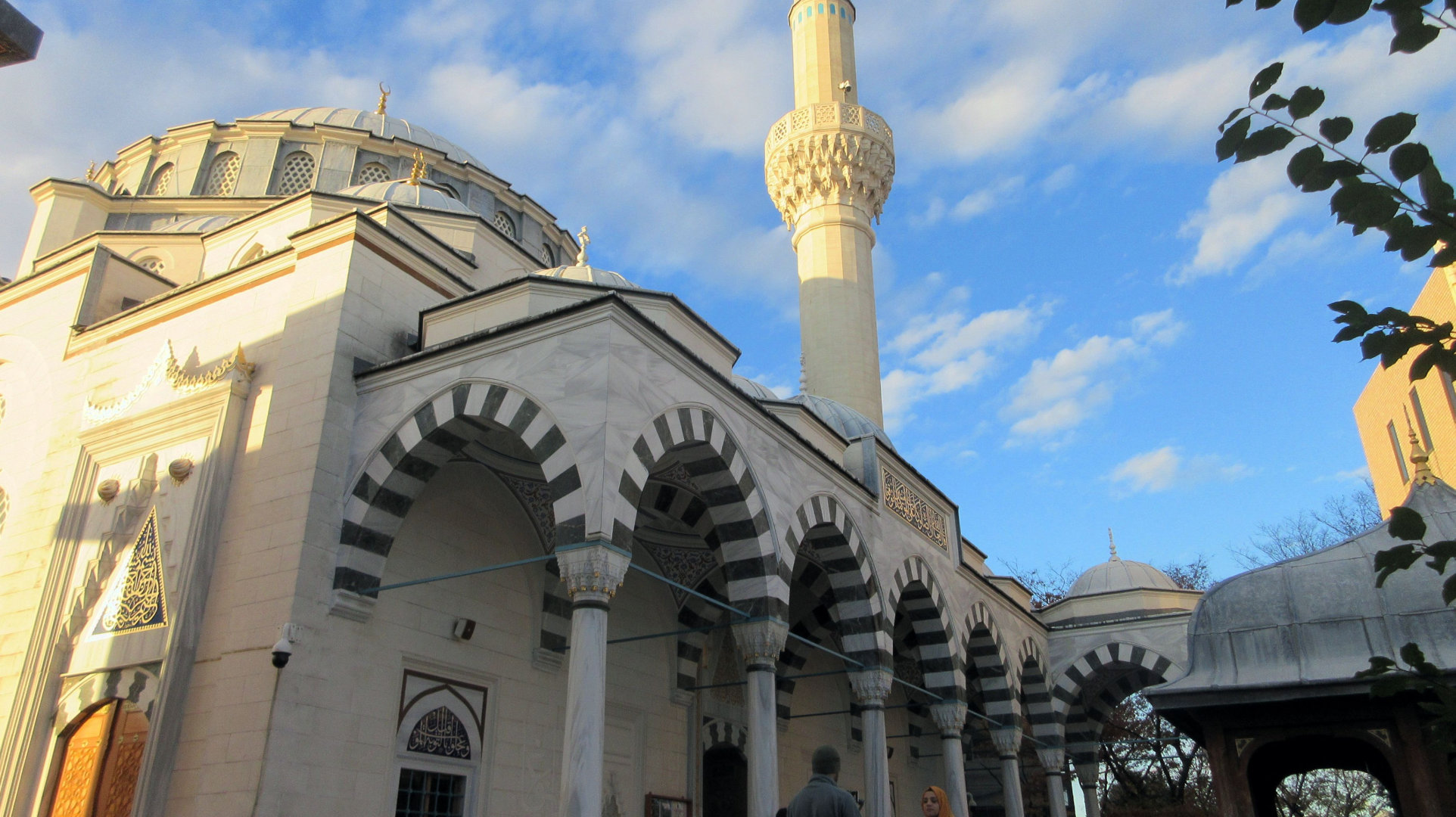
回廊とミナレット
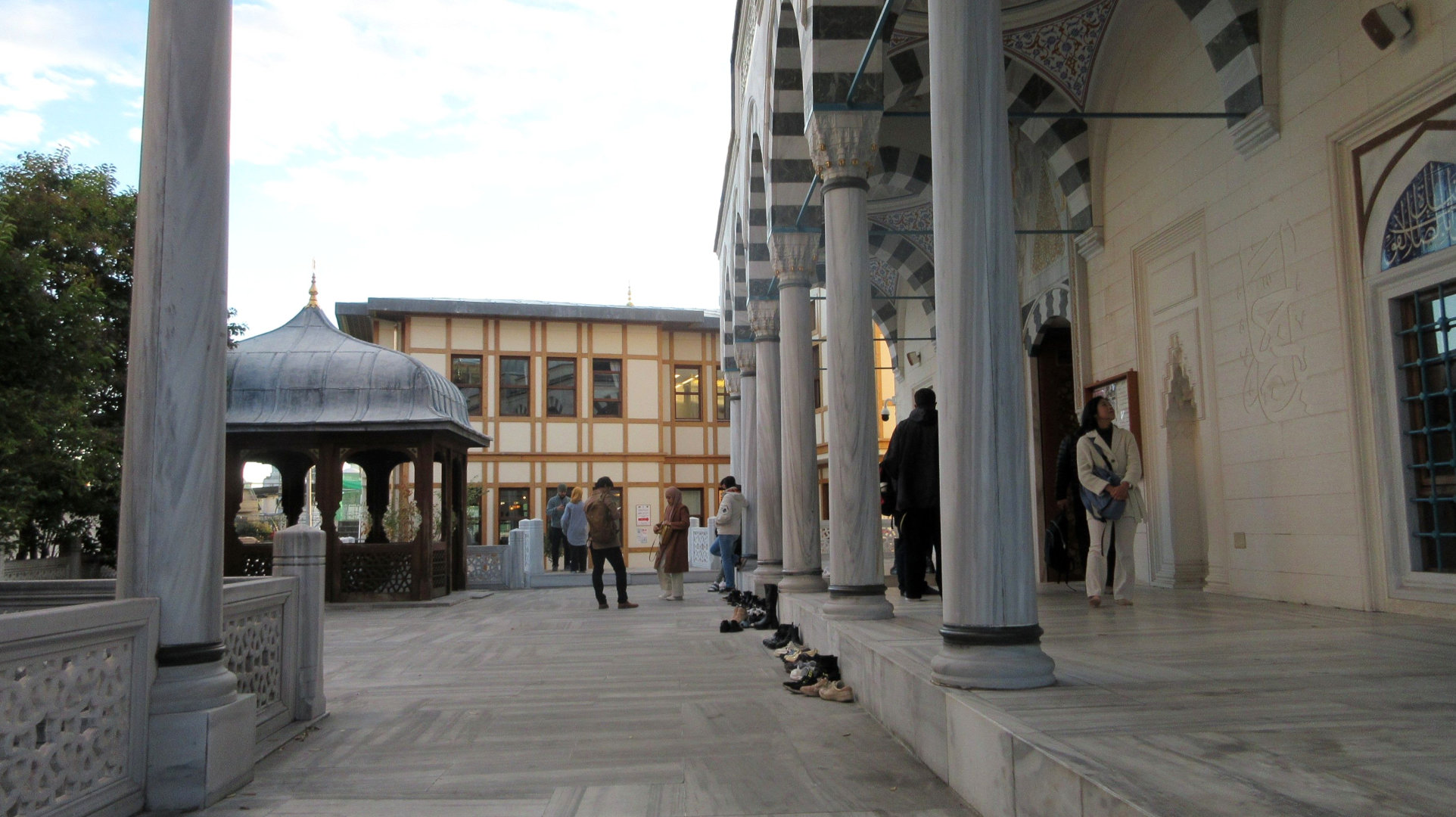
礼拝の際には靴を脱ぐ
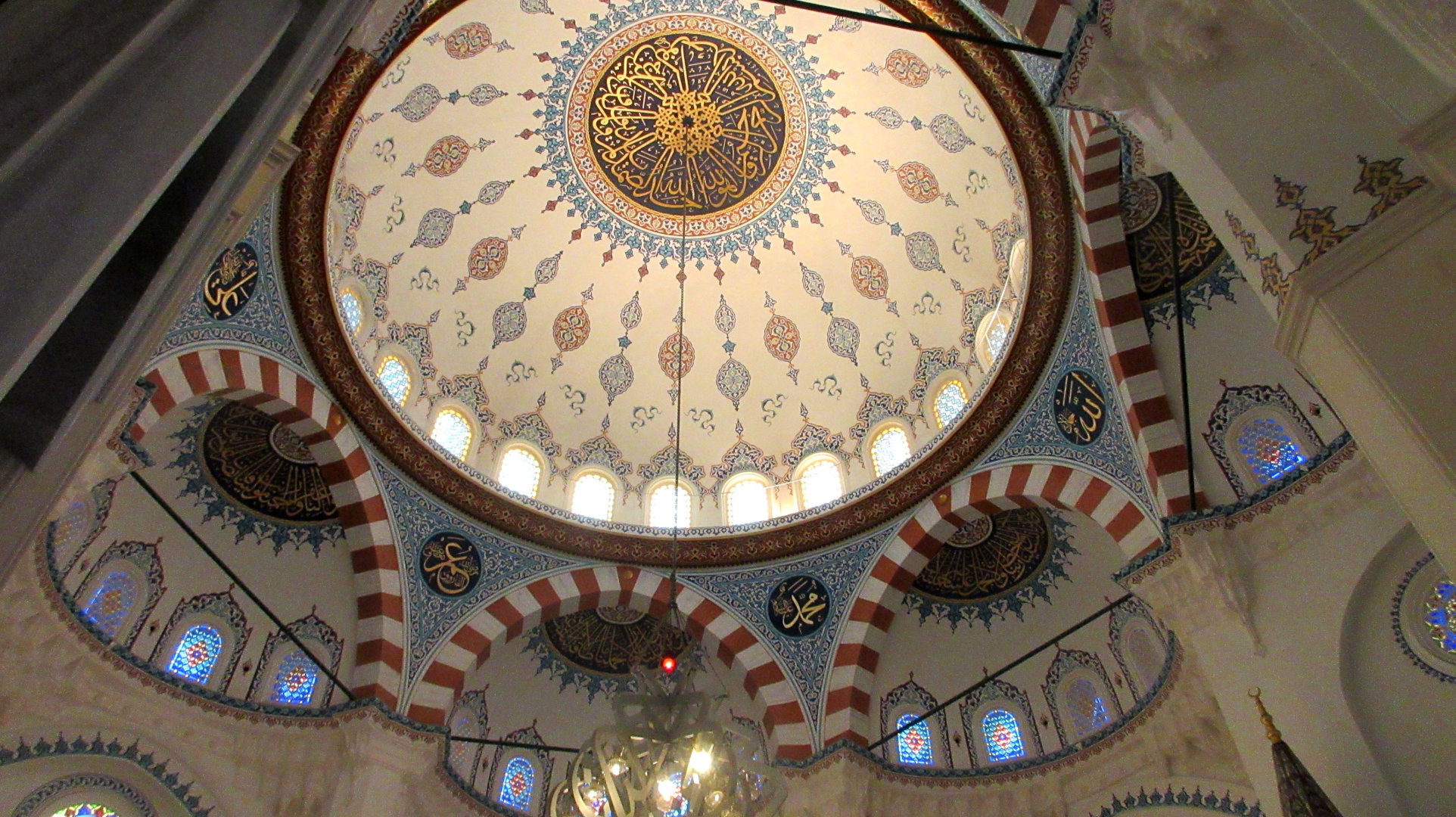
彩色されたドーム

## 歴代イマーム
- 東京回教礼拝堂

1. 初代：アブドゥルハイ・クルバーン・アリ　(Abdulhay Kurban Ali)
2. 1938年（昭和13年） - 1943年（昭和18年）：アブドゥッルレシド・イブラーヒム　(Abdurreşit İbrahim)
3. 1943年（昭和18年） - 1950年（昭和25年）：トゥリキスタンル・エミン・イスラーミ　(Türkistanlı Emin İslami)
4. 1950年（昭和25年） - 1969年（昭和44年）：シェリフッラーフ・ミフターフッディン　(Şerifullah Miftahuddin)
5. 1969年（昭和44年） - 1979年（昭和54年）：アイナン・サファー　(Aynan Safa)
6. 1979年（昭和54年） - 1983年（昭和58年）：フセイン・バシュ　(Hüseyin Baş)

- 東京ジャーミイ

東京ジャーミイにおける責任者・イマームはトルコ共和国宗務庁によって選出・派遣されており、任期は4年間となっている。
1. 2000年（平成12年） - 2004年（平成16年）：ジェミル・アヤズ　(Cemil Ayaz)
2. 2004年（平成16年） - 2008年（平成20年）：エンサーリ・イェニトゥルク　(Ensari Yentürk)
3. 2008年（平成20年） - 2011年（平成23年）：エンサーリ・イェニトゥルク (Ensari Yentürk)、（2期目）
4. 2011年（平成23年） - 2012年（平成24年）：ムラット・チェヴィッキ　(Murat Çevik)
5. 2012年（平成24年） - 2013年（平成25年）：ヌルラフ・アヤズ　(Nurullah Ayaz)
6. 2013年（平成25年）- 2020年（令和2年）：ムハンメド ラシット アラス（Muhammed Raşit Alas）
7. 2019年（平成31年）- 2024年（令和6年）：ムハンメット リファット チナル （Muhammet Rıfat Çınar）
8. 2024年（令和6年）- 現職：アーデム レヴェント（Adem Levent）